# Ишемгулов, Дамир Нуритдинович
Ишемгулов Дамир Нуритдинович ( род. 1 февраля 1943 года ) — художник. Заслуженный художник РБ (2001). Член Союза художников РФ  с 1993 года.

## Биография
Ишемгулов Дамир Нуритдинович родился  1 февраля 1943 года в д. Малоабишево Хайбуллинского района БАССР.
В 1971 году окончил  Уфимское училище искусств (педагоги Л.Ф.Мугтобаров, К.П.Чаругин).
В 1975—1995 годах работал художником Башкирского творческо-производственного комбината, с 1996 года - преподаватель Уфимского училища искусств.
В настоящее время живет и работает в г. Уфе.  Картины художника посвящены быту башкирской деревни:  «Летний полдень» (1986), «В степи» (1990), «Сенокос» ( 1992), «Летняя кухня» (1992), «Добрый вечер, бабушка Фатима» (1992), «Семья» (2008), «Абишево» (2012),  башкирскому фольклору.  Работает преимущественно в стиле неопримитивизма.
Дамир Нуритдинович - член Союза художников РФ с 1993 года, творческого объединения «Артыш» - с 1995 года.  Он - один из организаторов художественной группы «Сары бия» («Желтая кобыла»), (1989).
Картины художника хранятся в БГХМ им. М.В. Нестерова (Уфа), Челябинской областной картинной галерее, Новосибирском ГХМ, РМИИ Республики Марий Эл (Йошкар-Ола), Галерее «Эстер» (Екатеринбург), ГНИ «Урал» МК и НП РБ (Уфа), Туймазинском краеведческом музее (г. Туймазы, РБ).

## Работы
«Опустевшая деревня» (1977), «Сенокос» (1988), «Поиск пропавшей козы», «Корбан» ( 1991). «Тәүлек» («Сутки»), «Стреноженная лошадь» (1991), «Памяти родителей» (1993), «Реквием» (1994). «Родник»  (2000),  «Самосожжение» («Аутодафе») (1995-1999),  «В саду (пейзаж с колодцем)».
Натюрморты « Желтый самовар» (1999), «Сирень в корзине» (2012), «Родной дом» (2012).

## Выставки
Ишемгулов Дамир Нуритдинович - участник художественных выставок с 1986 года.
Персональная выставка в Уфе (1996).

## Награды и звания
Заслуженный художник РБ (2001)